# Флаєр

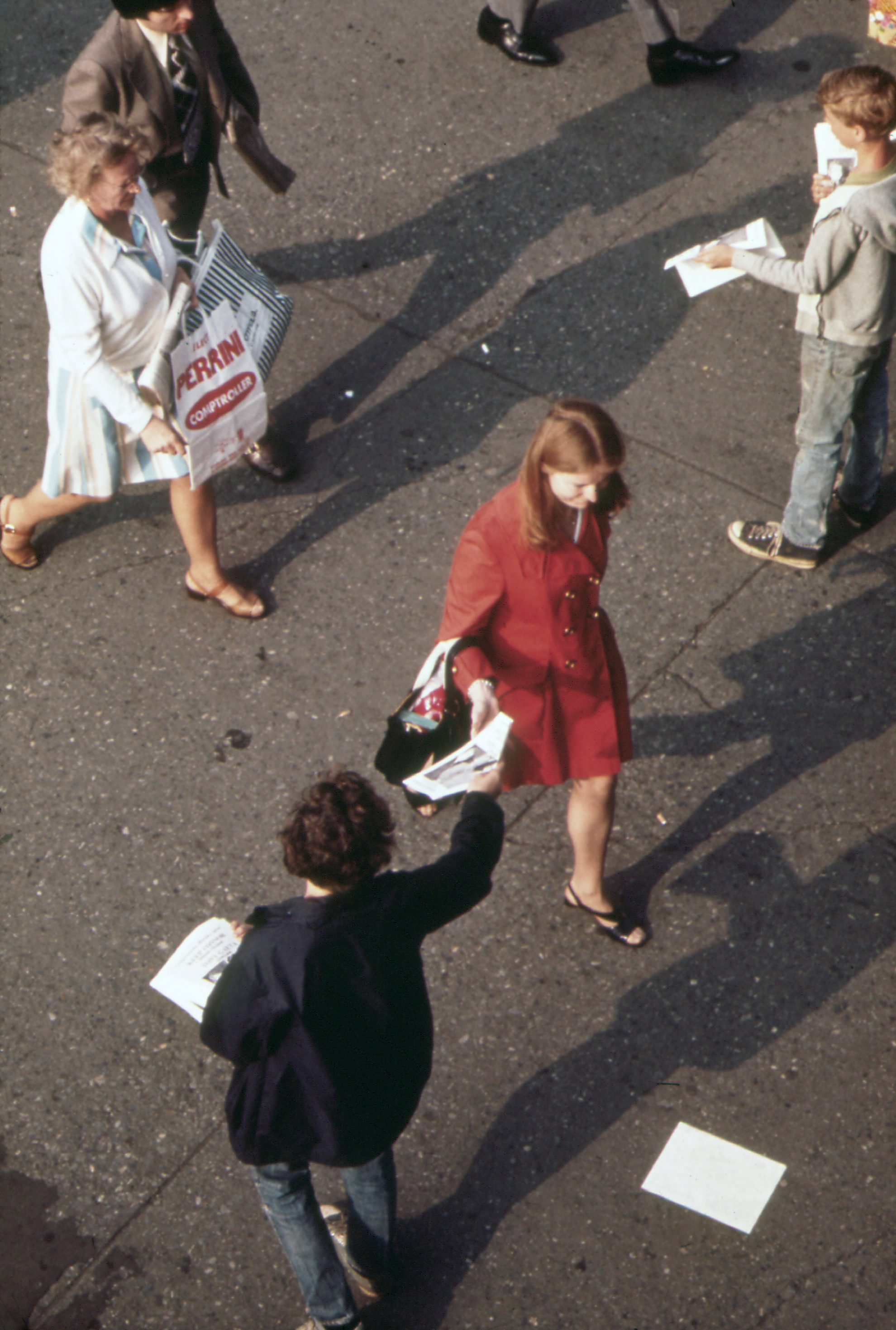
Листівки роздаються в Нью-Йорку (1973)

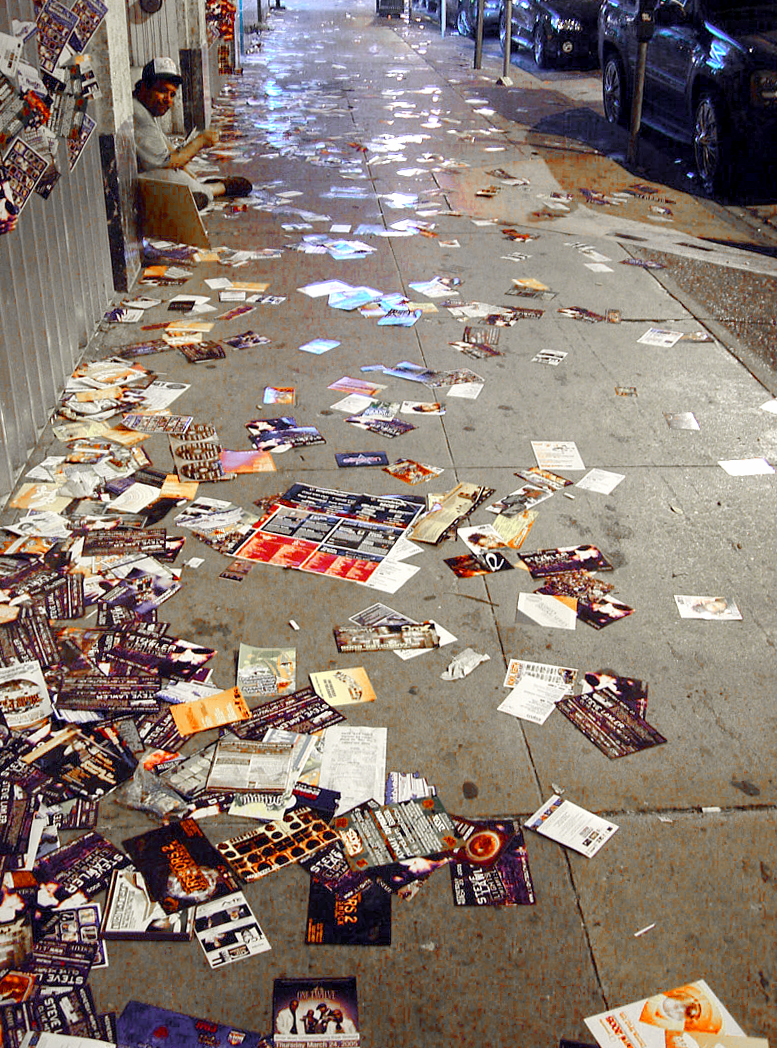
Сотні флаєрів засмічують вулиці в Саус Біч, Маямі. Такі сюжети не є рідкими в містах, відомих своїм нічним життям.

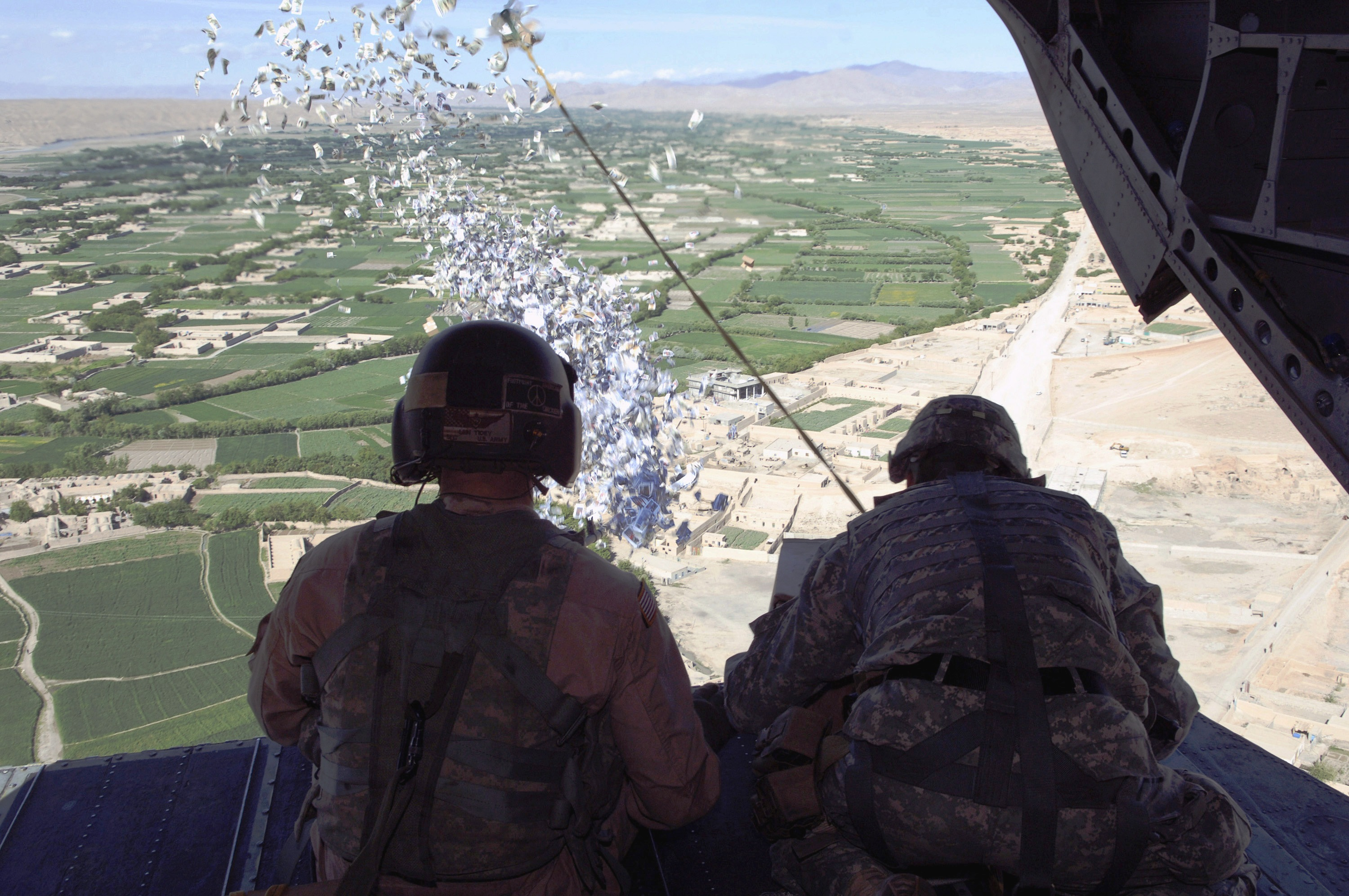
Розподіл листівок над Афганістаном військовими США у 2010 році

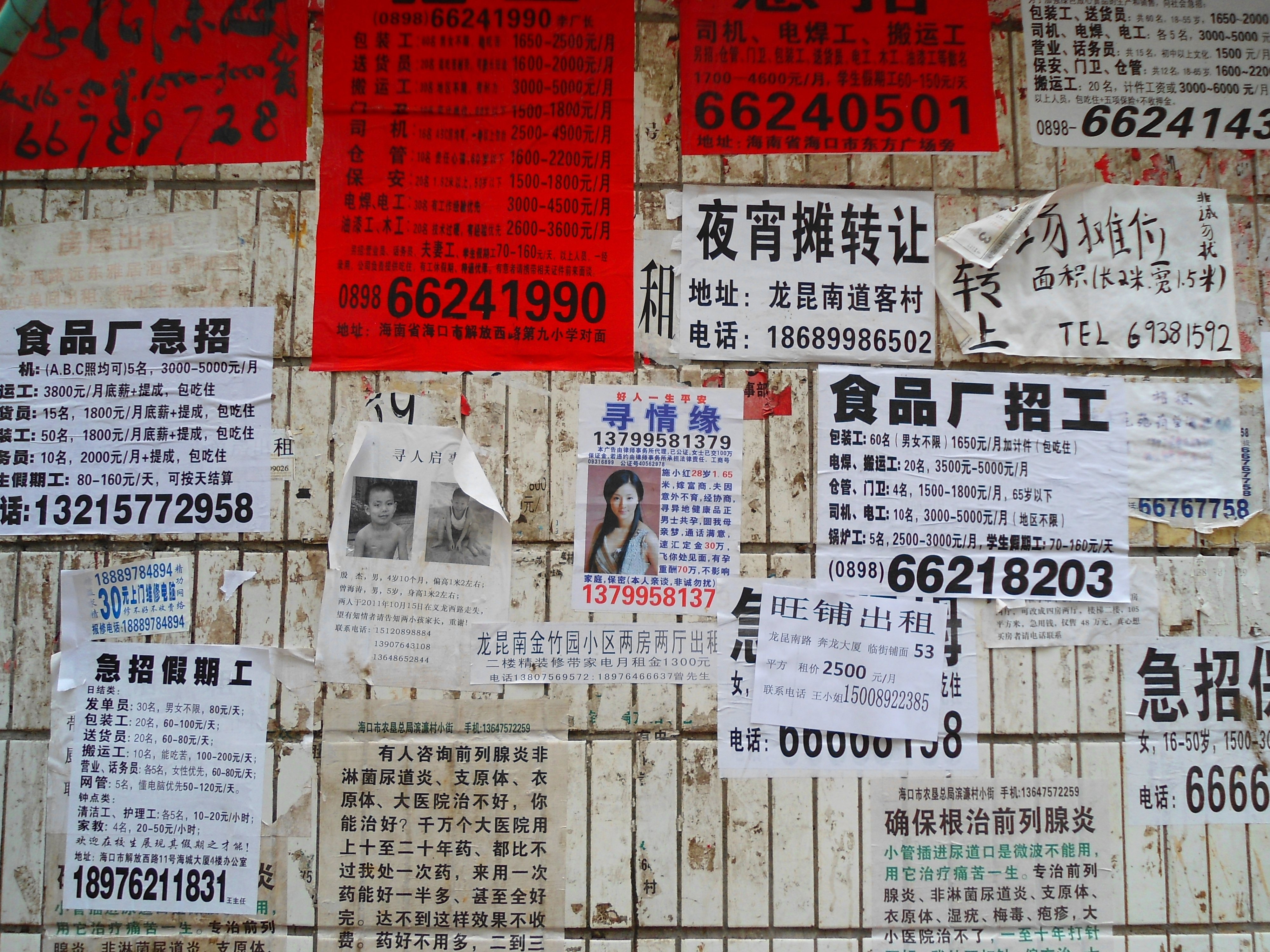
Флаєри приклеєні до стіни в Хайкоу, провінція Хайнань, Китай

Флаєр (англ. flyer, від to fly — «літати»; пор. укр. «метелик») — це форма паперової реклами, призначеної для широкого розповсюдження. Зазвичай публікується або розповсюджується в публічному місці, роздається людям або надсилається поштою. У 2010-х роках флаєри варіюються від недорогих копіюваних листівок до дорогих, глянцевих, повнокольорових циркулярів.

## Використання[джерело?]
Флаєри можуть використовуватися окремими особами, підприємствами, неприбутковими організаціями чи урядами для:
- Реклами подій, наприклад: музичний концерт, відкриття нічного клубу, фестиваль або політичний мітинг.
- Просування товарного бізнесу, наприклад магазину з продажу вживаних автомобілів або в сфері послуг, наприклад, в ресторані або в масажному кабінеті.
- Переконання людей у соціальному, релігійному або політичному посланні, як в євангелізмі чи політичній кампанії від імені політичної партії чи кандидата під час виборів.
- Флаєри використовувалися в збройному конфлікті: наприклад, пропагандистські бортові афіші були тактикою психологічної війни.
- Наймати працівників для організацій чи компаній.

Як листівки, буклети та невеликі плакати, флаєри є недорогими формами масового маркетингу або спілкування. Є багато різних форматів флаєрів. Деякі приклади включають:
- A4 (розмір бланку)
- A5 (приблизно половина бланка)
- DL (розмір фірмового бланку)
- A6 (розмір листівки)

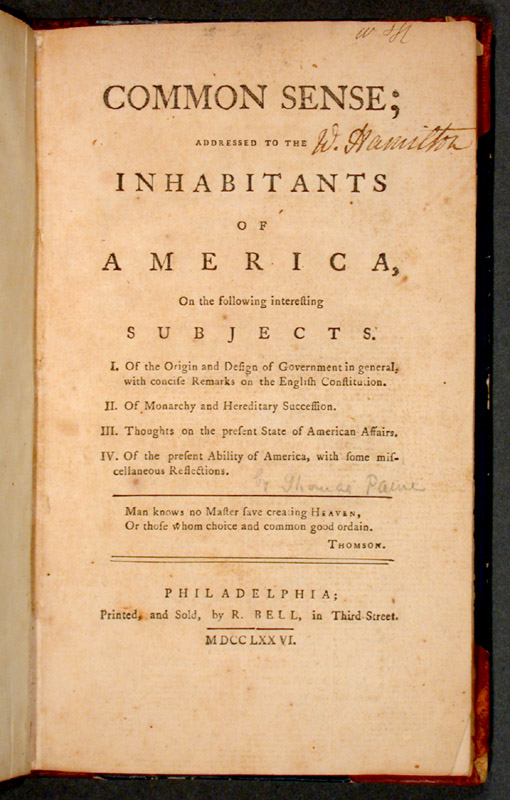
Загальне свідоцтво — це брошура, яка поширювалася перед Американською революцією

Флаєри недорогі для виготовлення, і вони потребують лише базового верстата 18-20-го століття. Їх широке використання активізувалося у 1990-х роках з поширенням менш дорогих настільних поліграфічних систем. У 2010-х роках недорогі чорно-білі листівки можуть вироблятися з допомогою персонального комп'ютера, комп'ютерного принтера та копіювального апарата. У 2010-х роках замовлення флаєрів через традиційні поліграфічні послуги було витіснене інтернет-службами. Клієнти надсилають дизайн Інтернетом або електронною поштою та отримують кінцеву продукцію.